# Faubourg de Tournai
Le Faubourg de Tournai est un faubourg de la ville d'Ath et un ancien village du nom de Brantignies.

## Histoire
Le village existait avant le développement d'Ath notamment au XIIe siècle avec la construction du château comtal (Tour Burbant). Le village comprend sa propre église dédiée à Saint-Martin. Il devient peu à peu un faubourg avec le développement de la ville d'Ath et la construction de la première enceinte dans la première moitié du XIVe siècle à l'aboutissement des routes de Tournai au sud, Frasnes-lez-Anvaing à l'ouest et Lessines au nord. L'église Saint-Martin est détruite à deux reprises en 1477 et 1578 ce qui va conduire à se reconstruction dans l'enceinte d'Ath, le faubourg est quant-à-lui presque intégralement démoli au XVIIe siècle lors de la construction de l'enceinte bastionnée et va peu à peu se reconstruire à proximité.